# 26. ceremonia wręczenia Independent Spirit Awards
26. ceremonia wręczenia niezależnych nagród Independent Spirit Awards za rok 2010, odbyła się 26 lutego 2011 roku na plaży w Santa Monica. Galę wręczenia nagród poprowadził Joel McHale. 30 listopada 2010 roku zostały ogłoszone nominacje do nagród.
Najwięcej − 7 nominacji − otrzymał film dramatyczny Do szpiku kości, w reżyserii Debry Granik. Na drugim miejscu pod względem zdobytych nominacji znajduje się obraz Wszystko w porządku w reżyserii Lisy Cholodenko, który otrzymał pięć nominacji. Po cztery nominacje otrzymały filmy: Czarny łabędź Darrena Aronofsky’ego, Greenberg w reżyserii Noaha Baumbacha oraz Między światami dramat Johna Camerona Mitchella.
Najwięcej nagród – cztery – otrzymał film w reżyserii Darrena Aronofsky’ego Czarny łabędź, który został nagrodzony w kategoriach: najlepszy film, reżyser, zdjęcia i główna rola kobieca (za rolę Natalie Portman).
Za najlepszy film zagraniczny uznano brytyjski film biograficzny Jak zostać królem Toma Hoopera. Nagrodę za najlepszą główną rolę męską otrzymał James Franco, który zagrał w filmie 127 godzin. Nagrody za najlepsze role drugoplanowe powędrowały do Dale Dickey i Johna Hawkesa, którzy wystąpili w filmie Do szpiku kości Debry Granik.
Filmy Greenberg i Między światami pomimo czterech nominacji nie otrzymały żadnej nagrody.

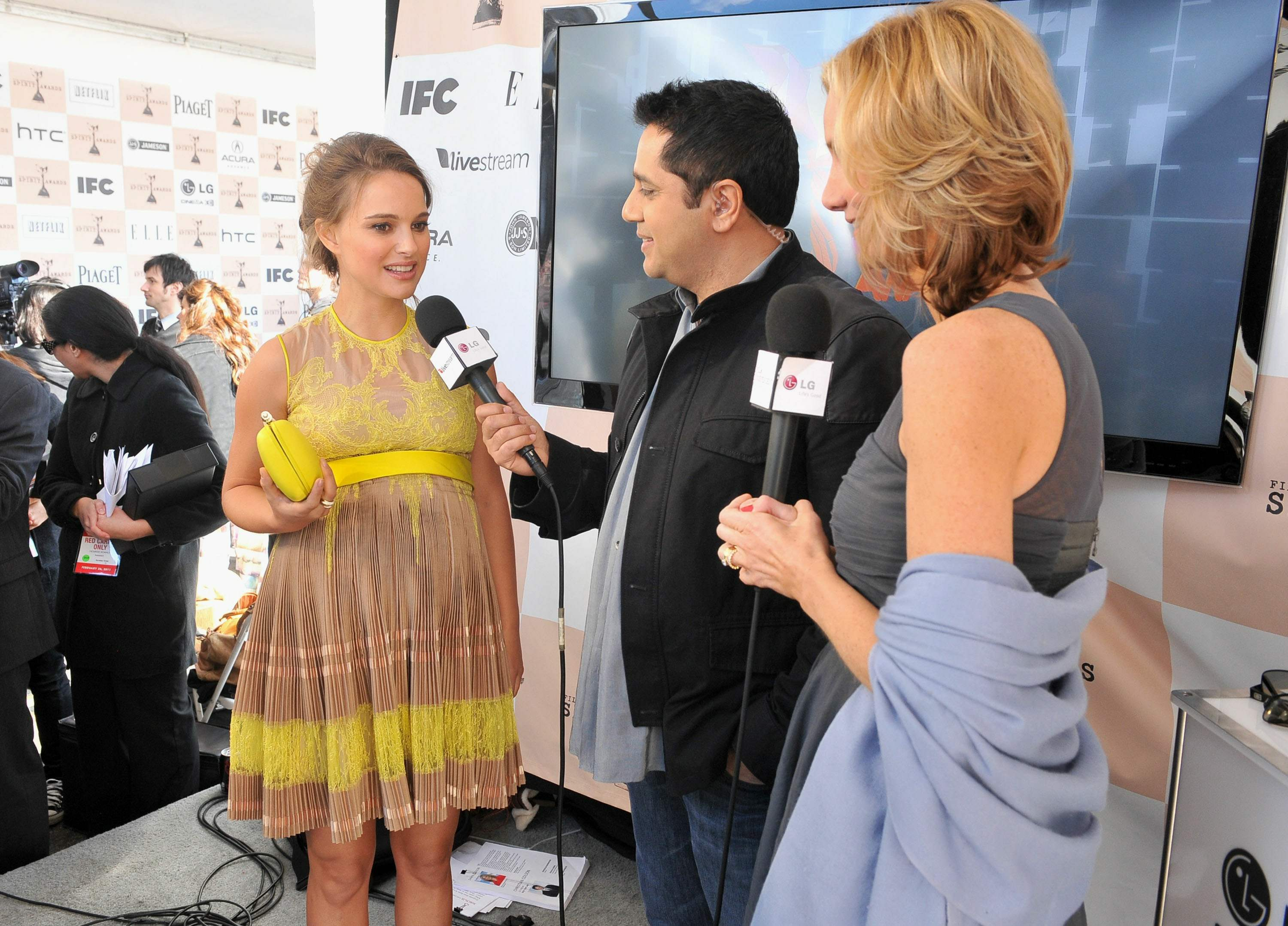
Natalie Portman, laureatka nagrody za główną rolę w filmie Czarny łabędź, w trakcie prezentacji na niebieskim dywanie

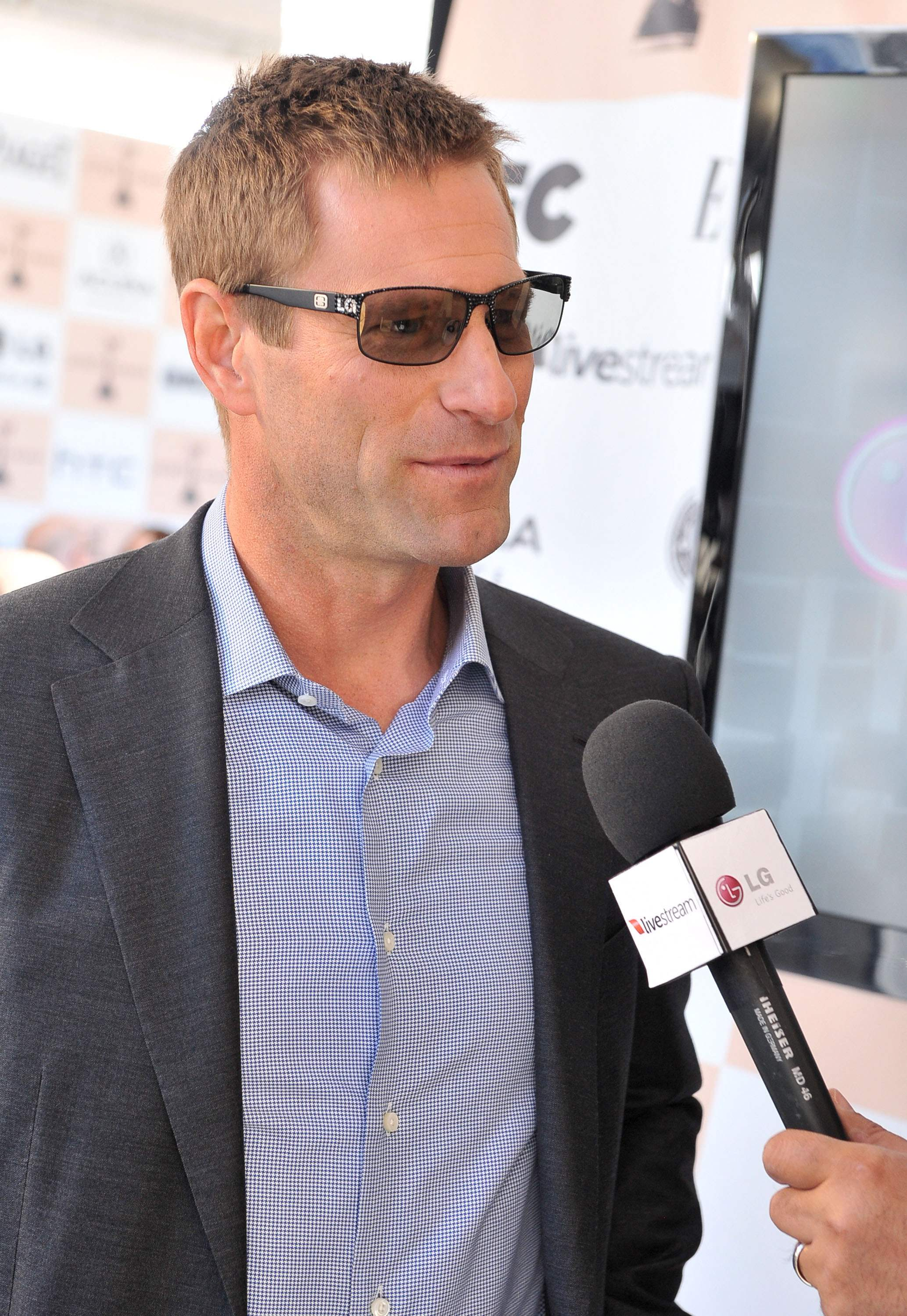
Aaron Eckhart, nominowany do nagrody za główną rolę w filmie Między światami

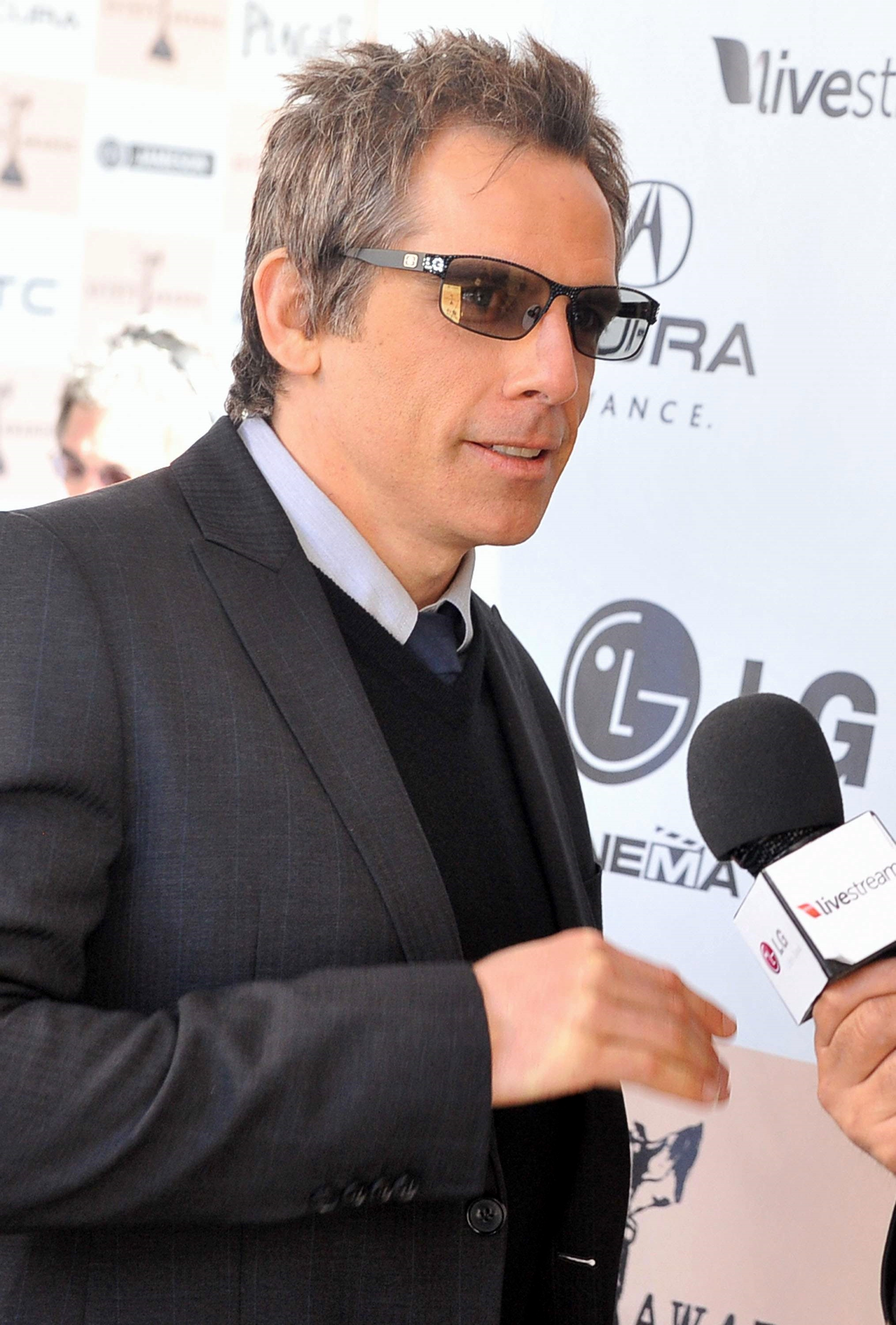
Ben Stiller, nominowany za główną rolę męską w filmie Greenberg

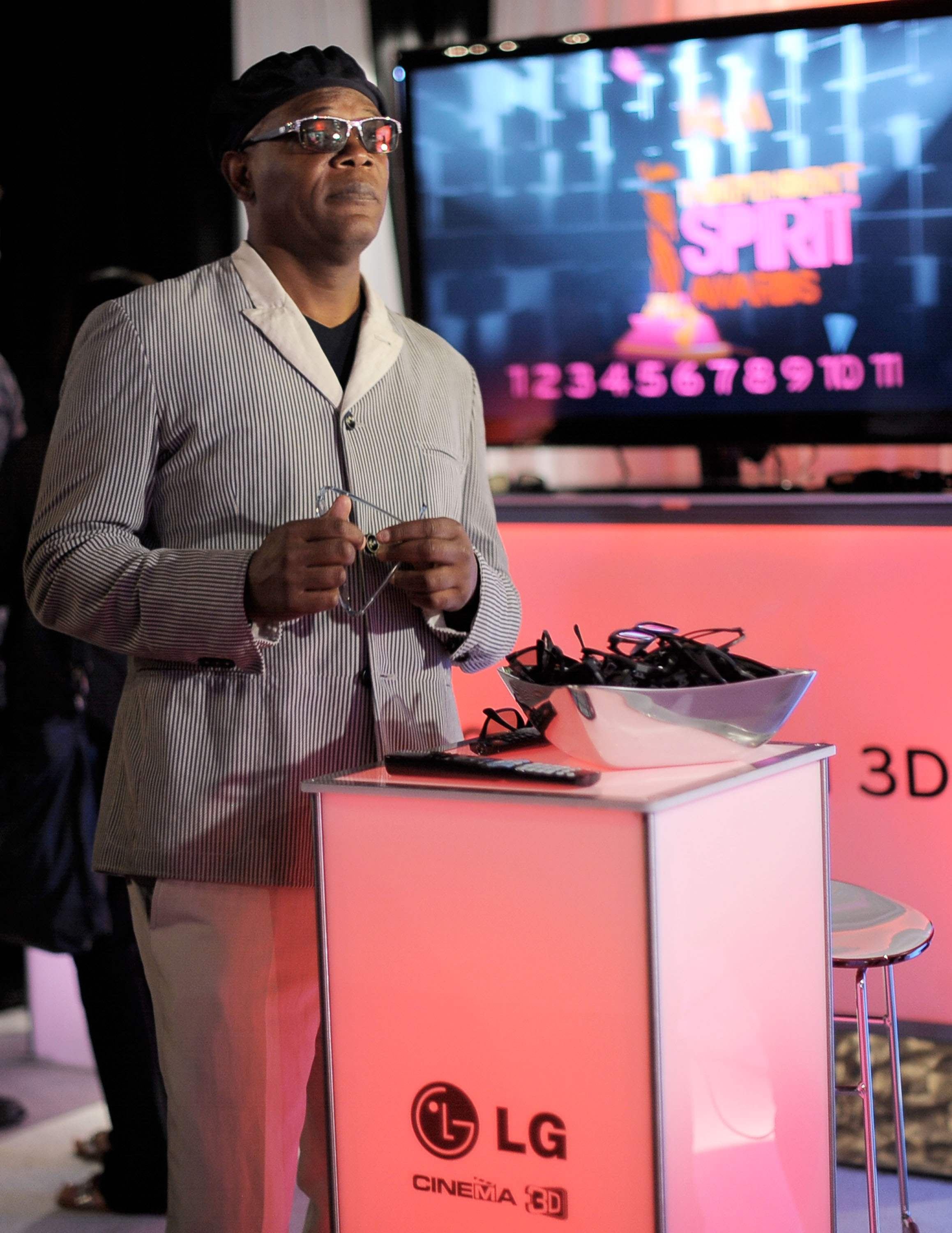
Samuel L. Jackson, nominowany za drugoplanową rolę w filmie Matka i dziecko

## Laureaci i nominowani
Laureaci nagród wyróżnieni są wytłuszczeniem

### Najlepszy film niezależny
- Scott Franklin, Mike Medavoy, Arnold W. Messer i Brian Oliver − Czarny łabędź
  - Danny Boyle, Christian Colson i John Smithson − 127 godzin
  - Jennifer Jason Leigh i Scott Rudin − Greenberg
  - Gary Gilbert, Philippe Hellmann, Jordan Horowitz, Jeffrey Levy-Hinte, Celine Rattray i Daniela Taplin Lundberg − Wszystko w porządku
  - Alix Madigan-Yorkin i Anne Rosellini − Do szpiku kości

### Najlepszy film zagraniczny
- Jak zostać królem, reż. Tom Hooper
  -  Kisses, reż. Lance Daly
  -  Mademoiselle Chambon, reż. Stéphane Brizé
  - / Ludzie Boga, reż. Xavier Beauvois
  -  Wujek Boonmee, który potrafi przywołać swoje poprzednie wcielenia, reż. Apichatpong Weerasethakul

### Najlepszy reżyser
- Darren Aronofsky − Czarny łabędź
  - Danny Boyle − 127 godzin
  - Lisa Cholodenko − Wszystko w porządku
  - Debra Granik − Do szpiku kości
  - John Cameron Mitchell − Między światami

### Najlepszy scenariusz
- Stuart Blumberg i Lisa Cholodenko − Wszystko w porządku
  - Debra Granik i Anne Rosellini − Do szpiku kości
  - Nicole Holofcener − Daj, proszę
  - David Lindsay-Abaire − Między światami
  - Todd Solondz − Życie z wojną w tle

### Najlepsza główna rola żeńska
- Natalie Portman − Czarny łabędź
  - Annette Bening − Wszystko w porządku
  - Greta Gerwig − Greenberg
  - Nicole Kidman − Między światami
  - Jennifer Lawrence − Do szpiku kości
  - Michelle Williams − Blue Valentine

### Najlepsza główna rola męska
- James Franco − 127 godzin
  - Ronald Bronstein − Daddy Longlegs
  - Aaron Eckhart − Między światami
  - John C. Reilly − Cyrus
  - Ben Stiller − Greenberg

### Najlepsza drugoplanowa rola żeńska
- Dale Dickey − Do szpiku kości
  - Ashley Bell − Ostatni egzorcyzm
  - Allison Janney − Życie z wojną w tle
  - Daphne Rubin-Vega − Jack uczy się pływać
  - Naomi Watts − Matka i dziecko

### Najlepsza drugoplanowa rola męska
- John Hawkes − Do szpiku kości
  - Samuel L. Jackson − Matka i dziecko
  - Bill Murray − Aż po grób
  - John Ortiz − Jack uczy się pływać
  - Mark Ruffalo − Wszystko w porządku

### Najlepszy debiut
(Nagroda dla reżysera i producenta)

Reżyser / Producent − Tytuł filmu
- Aaron Schneider / David Gundlach i Dean Zanuck − Aż po grób
  - Frazer Bradshaw / A.D. Liano i Laura Techera Francia − Everything Strange and New
  - Tanya Hamilton / Sean Costello, Jason Orans i Ronald Simons − Zapada noc
  - Daniel Stamm / Marc Abraham, Tom Bliss, Eric Newman i Eli Roth − Ostatni egzorcyzm
  - Lena Dunham / Kyle Martin i Alicia Van Couvering − Mebelki

### Najlepszy debiutancki scenariusz
- Lena Dunham − Mebelki
  - Diane Bell − Obselidia
  - Nik Fackler − Witaj, miłości
  - Bob Glaudini − Jack uczy się pływać
  - Dana Adam Shapiro i Evan M. Wiener − Monogamy

### Najlepsze zdjęcia
- Matthew Libatique − Czarny łabędź
  - Adam Kimmel − Nie opuszczaj mnie
  - Jody Lee Lipes − Mebelki
  - Michael McDonough − Do szpiku kości
  - Harris Savides − Greenberg

### Najlepszy dokument
- Wyjście przez sklep z pamiątkami – Banksy
  - Marwencol –  Jeff Malmberg
  - Sweetgrass – Ilisa Barbash i Lucien Castaing-Taylor
  - Wojna Restrepo – Tim Hetherington i Sebastian Junger
  - Thunder Soul – Mark Landsman

### Nagroda Johna Cassavetesa
(przyznawana filmowi zrealizowanemu za mniej niż pięćset tysięcy dolarów)
- Daddy Longlegs – Ben Safdie i Joshua Safdie
  - Lbs. – Matthew Bonifacio
  - Lovers of Hate – Bryan Poyser
  - Obselidia – Diane Bell
  - The Exploding Girl – Bradley Rust Gray

### Nagroda Roberta Altmana
(dla reżysera, reżysera castingu i zespołu aktorskiego)
- Daj, proszę

### Nagroda producentów „Piaget”
(14. rozdanie nagrody producentów dla wschodzących producentów, którzy, pomimo bardzo ograniczonych zasobów, wykazali kreatywność, wytrwałość i wizję niezbędną do produkcji niezależnych filmów wysokiej jakości. Nagroda wynosi 25 000 dolarów ufundowanych przez sponsora Piaget)
- Anish Savjani − Meek's Cutoff
  - In-Ah Lee − Au Revoir Taipei
  - Adele Romanski − Legendarne amerykańskie pidżama party

### Nagroda „Ktoś do pilnowania”
(17. rozdanie nagrody „Ktoś do pilnowania”; nagroda przyznana zostaje utalentowanemu reżyserowi z wizją, który nie otrzymał jeszcze odpowiedniego uznania. Nagroda wynosi 25 000 dolarów)
- Mike Ott − Little Rock
  - Hossein Keshavarz − Dog Sweat
  - Laurel Nakadate − The Wolf Knife

### Nagroda „Prawdziwsze od fikcji”
(16. rozdanie nagrody „Prawdziwsze od fikcji”; nagroda przyznana została wschodzącemu reżyserowi filmu non-fiction, który jeszcze nie otrzymał uznania. Nagroda wynosi 25 000 dolarów)
- Jeff Malmberg − Marwencol
  - Ilisa Barbash i Lucien Castaing-Taylor − Sweetgrass
  - Lynn True i Nelson Walker − Summer Pasture